# ديك باتشيلور
ديك باتشيلور (بالإنجليزية: Dick Batchelor)‏ هو سياسي أمريكي، ولد في 12 ديسمبر 1947. حزبياً، نشط في الحزب الديمقراطي. وقد انتخب عضو مجلس نواب فلوريدا.